# 더 리버레이터 (신문)

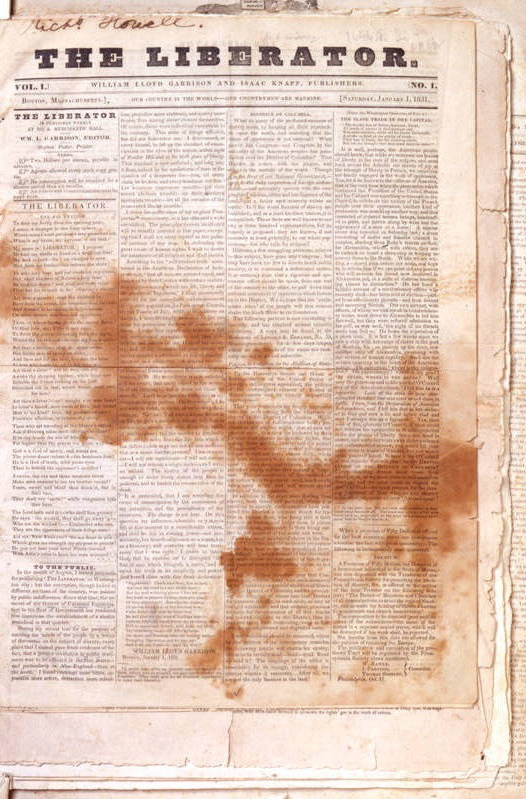
1831년 더 리버레이터 제1호

더 리버레이터(The Liberator, 1831년 ~ 1865년)는 주간 폐지론자 신문으로, 윌리엄 로이드 개리슨이 보스턴에서 인쇄하고 발행했으며 1839년까지 아이작 냅(Isaac Knapp)이 발행했다. 정치적인 것보다는 종교적인 이 책은 독자들의 도덕적 양심에 호소하여 노예의 즉각적인 해방을 요구하도록 촉구했다("즉각주의"). 이는 또한 미국 노예폐지 운동을 분열시키는 문제인 여성의 권리를 장려했다. 부수가 3,000부로 적음에도 불구하고 이 책에는 프레더릭 더글러스, 베리아 그린, 아서, 루이스 태판, 알프레드 니제르 등 모든 노예폐지론자들을 포함한 유명하고 영향력 있는 독자들이 있었다. 이 회사는 미국 노예제와 관련된 편지, 보고서, 설교 및 뉴스 기사를 자주 인쇄하거나 재인쇄하여 개리슨이 육성하는 데 도움을 준 새로운 노예 제도 폐지 운동을 위한 일종의 커뮤니티 게시판이 되었다.

## 같이 보기
- 노예제 폐지운동
- 프레더릭 더글러스